# Lasioptera flavoventris
Lasioptera flavoventris är en tvåvingeart som först beskrevs av Ephraim Porter Felt 1908.  Lasioptera flavoventris ingår i släktet Lasioptera och familjen gallmyggor.
Artens utbredningsområde är New York. Inga underarter finns listade i Catalogue of Life.